# 亨利·多宾斯
小亨利·法默·多宾斯（Henry Farmer Dobyns, Jr.，1925年7月3日—2009年6月21日）是专注于美洲原住民民族历史学与人口统计学研究的人类学家、作家及学者。 他因对前哥伦布时代美洲原住民人口规模的突破性研究而闻名。1966年，多宾斯提出前哥伦布时期北美原住民人口数量远高于先前估计。他认为1500年今美国和加拿大范围内的原住民人口达980万至1220万，而16世纪因欧洲探险者与殖民者带来的疾病大流行，人口减少了90%。这一观点虽具争议，但已获得多数人类学家的部分认可。

## 早年生活与教育
多宾斯1925年7月3日出生于亚利桑那州图森，父母为亨利·F·多宾斯与苏西·凯尔·多宾斯，童年在卡萨格兰德度过。1943年从卡萨格兰德联合高中毕业后即加入美国陆军。退役后进入亚利桑那大学，1949年获人类学文学士学位，1956年获人类学文学硕士学位。
1960年，多宾斯在康奈尔大学获得人类学博士学位。

## 职业生涯
1952年就读亚利桑那大学研究生期间，多宾斯即开始参与美洲原住民部落土地索赔与水资源权案件工作，此后五十年持续为多个部落提供专业服务。1952至1956年间，他为瓦拉派部落收集民族历史与考古证据，并作为专家证人在美国最高法院出庭，其硕士论文中的大量数据被用于印第安索赔委员会听证会。他还为希拉河印第安社区的水权诉讼担任了三十年顾问。
1960年获得博士学位后，多宾斯加入康奈尔秘鲁项目，1960至1962年担任研究协调员，1962至1964年转任和平队协调员，同时兼任文化变迁比较研究项目协调员。1963至1966年，他出任安第斯印第安社区研究与发展项目协调员，并担任康奈尔秘鲁项目副主任。1966年原主任艾伦·R·霍姆伯格去世后，多宾斯接任项目主任。

### 教职经历
1949至1952年，多宾斯在康奈尔大学应用人类学亚利桑那与新墨西哥州田野实验室担任讲师。
1966年出任肯塔基大学人类学系主任。1970年加入普雷斯科特学院"人与环境中心"，历任教授与学术事务副校长。1977至1979年在佛罗里达大学盖恩斯维尔分校任教。1974至1977年及1983至1984年两度执教于威斯康星大学帕克赛德分校。1983年主持美国国家人文基金会资助的"北美原住民历史人口学"研讨会。1989年任俄克拉荷马大学教授。
多宾斯还曾担任亚利桑那大学应用人类学局高级研究员，参与美国国家公园管理局项目。1980至1990年代初，每年夏季返回纽伯里图书馆参与美国国家人文基金会"美洲原住民文学"暑期研究所工作。

## 北美印第安人口研究
多宾斯最著名的学术贡献是关于1492年哥伦布抵达前美洲原住民人口规模的理论。此前学界估计前哥伦布时期美国与加拿大境内原住民人口约100万，而多宾斯提出应为980万至1220万（整个美洲大陆原住民人口估计达9000万至1.13亿，超过1500年欧洲总人口），引发美国人类学界激烈争议。 1983年，多宾斯将北美原住民人口预估上调至1800万。
多宾斯的核心论点是：16世纪欧洲人带来的疾病大流行导致美洲原住民人口减少90%至95%。他基于加勒比海地区、墨西哥与秘鲁在遭遇欧洲殖民后爆发瘟疫的证据，认为这种人口锐减现象遍及整个美洲大陆，只有少数原住民幸存至17世纪。 多宾斯的高估值也挑战了美国与加拿大在17世纪欧洲殖民初期是"无人荒野"的"国家神话"。
此后数十年学界持续争论多宾斯的理论。虽然多数人类学家承认先前低估了美洲原住民人口，但认为缺乏证据支持16世纪瘟疫席卷整个美洲大陆的观点，更可能是区域性爆发。至1990年代，学界对前哥伦布时期北美原住民人口的估计通常在340万至700万之间。尽管人口下降幅度存在争议，但多宾斯关于欧洲殖民与疾病导致原住民人口灾难性减少的论断是正确的——无论1500年原住民人口基数如何，到1900年美国境内原住民总数仅剩53.6万。 

## 荣誉与奖项
多宾斯获得多项研究资助与荣誉：
- 1956至1957年美国国家科学基金会研究员
- 1959年美国社会科学研究理事会研究员
- 美国国家人文基金会纽伯里图书馆研究资助

1951年因论文《"Bolsas的错误操作"》获应用人类学学会布罗尼斯拉夫·马林诺夫斯基奖。终身亚利桑那历史学会会员。

## 个人生活
1948年与齐波拉·波滕格结婚，育有四名子女：里克、比尔、玛丽莎与马克。1958年与人类学家卡拉·理查兹博士再婚，育有一子约克·多宾斯。1968年与第三任妻子玛丽·费斯·帕特森结婚。
多宾斯于2009年6月21日逝世。

## 主要著作
多宾斯在读研期间即开始大量发表学术成果。
- 《棉田中的帕帕戈人》（1951）
- 《穿越四个世纪的图巴克：历史综述与分析》（1959）
- 《美洲原住民人口估算：新技术评估与全新半球估计》（1966）
- 《1889年西北亚利桑那派印第安人的鬼舞》（1967）
- 《西班牙殖民时期的图森：人口史》（1976）
- 《西南印第安人：批判性书目》（1980）
- 《从火到洪水：索诺兰沙漠河流的人类破坏史》（1981）
- 《他们的人数变得稀少》（1983） ISBN 0870494007

1971至1976年间主编40卷《印第安部落丛书》（撰写其中6卷），系统记录部落历史与文化。